# Aleurochiton orientalis
Aleurochiton orientalis es un hemíptero de la familia Aleyrodidae, con una subfamilia: Aleyrodinae. Fue descrita científicamente en 1966 por Danzig.